# Habsheim
Habsheim is een gemeente in het Franse departement Haut-Rhin in de regio Grand Est. De gemeente telde 5.061 inwoners op 1 januari 2022.
De gemeente maakt deel uit van het arrondissement Mulhouse en sinds 22 maart 2015, toen het kanton waar Habsheim de hoofdplaats van was werd opgeheven, van het kanton Rixheim.
Op 26 juni 1988 stortte een Airbus-passagiersvliegtuig van Air France tijdens een vliegshow in Habsheim neer in een aangrenzend bos. Het toestel vloog in brand, waarbij drie inzittenden om het leven kwamen en tientallen gewond raakten. 

## Geografie
De oppervlakte van Habsheim bedroeg op 1 januari 2022 15,63 vierkante kilometer; de bevolkingsdichtheid was toen 323,8 inwoners per km².

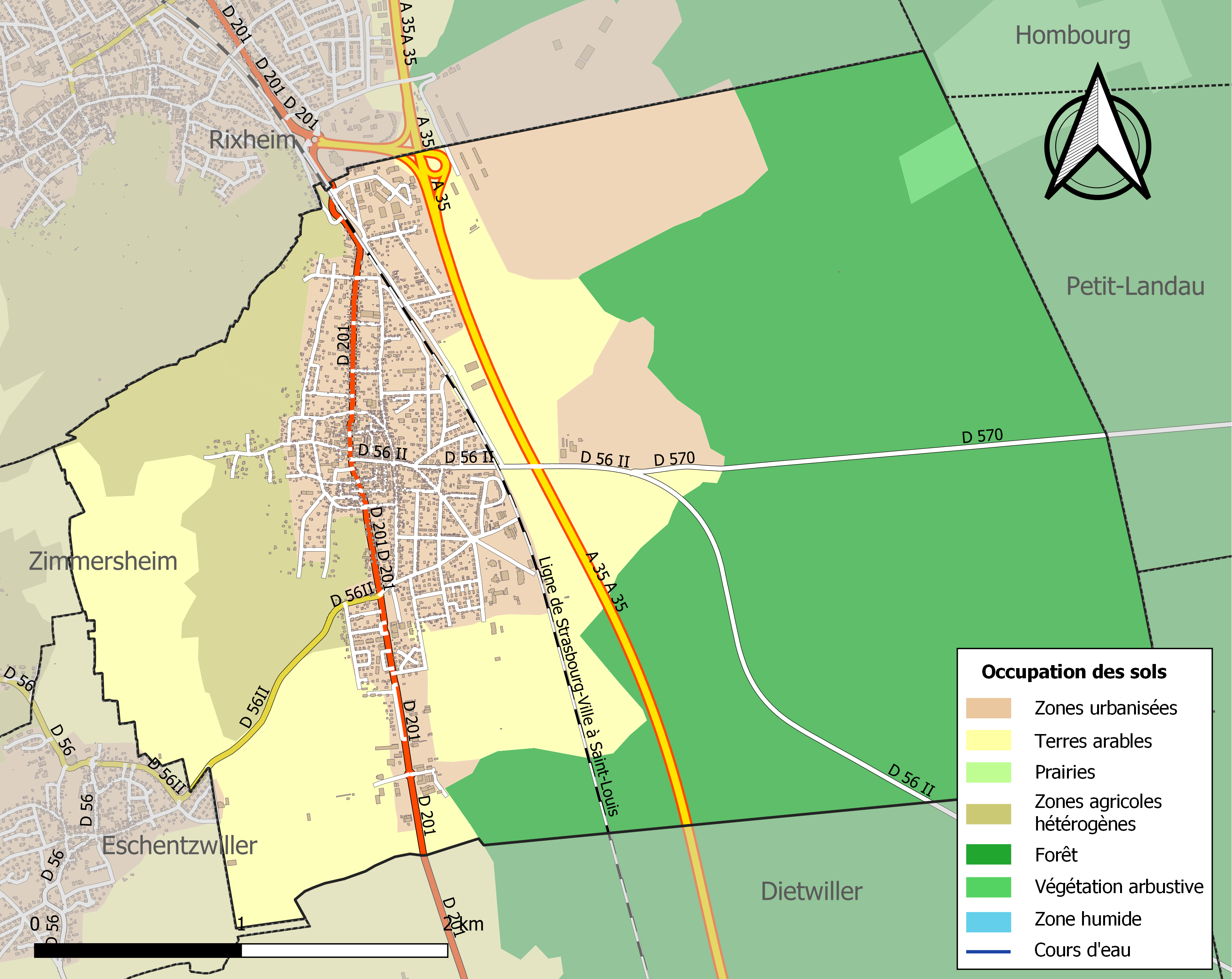
Kaart van de gemeente met de belangrijkste infrastructuur, bodemgebruik en omliggende gemeenten

## Demografie
Onderstaande figuur toont het verloop van het inwonertal (bron: INSEE-tellingen).

## Verkeer en vervoer
In de gemeente staat het spoorwegstation Habsheim en er is een klein vliegveld.